# Hallsbergs landsfiskalsdistrikt
Hallsbergs landsfiskalsdistrikt var 1918–1964 ett landsfiskalsdistrikt i Örebro län, bildat när Sveriges indelning i landsfiskalsdistrikt trädde i kraft den 1 januari 1918, enligt beslut den 7 september 1917. Den 1 januari 1965 avskaffades i Sverige samtliga landsfiskaler och landsfiskalsdistrikt, och deras arbetsuppgifter delades upp på de nyskapade indelningarna polisdistrikt, åklagardistrikt och kronofogdedistrikt.
Landsfiskalsdistriktet låg under länsstyrelsen i Örebro län.

## Ingående områden
När Sveriges nya indelning i landsfiskalsdistrikt trädde i kraft den 1 januari 1952 (enligt kungörelsen 1 juni 1951) ändrades distriktets omfattning. Den 1 januari 1963 införlivades Hallsbergs landskommun i Hallsbergs köping, utan att det medförde någon ändring för landsfiskalsdistriktets omfattning.

### Från 1918
Kumla härad:
- Hallsbergs köping
- Hallsbergs landskommun
- Lerbäcks landskommun

### Från 1 januari 1952
- Hallsbergs köping
- Hallsbergs landskommun
- Laxå köping
- Viby landskommun

### Från 1 januari 1963
- Hallsbergs köping
- Laxå köping
- Viby landskommun